# Здобич (роман)
«Здобич» (англ. Prey) — роман Майкла Крайтона, що в звичному для автора стилі описує черговий продукт симбіозу науки і технологій, зокрема нанотехнології, генної інженерії та штучного інтелекту.

## Анотація
Вони були мініатюрними, але смертельно небезпечними хижаками. У порівнянні з ними навіть монстр Франкенштейна виглядав невинною страшилкою для вихованців дитячого садка.
На експериментальній фабриці в пустелі Невада сталася надзвичайна подія — вирвався на волю рій розумних мікророботів, розроблених на замовлення Пентагону. Всі спроби знищити їх не мали успіху — адже рій мав колективний розум і здатність до самонавчання. Але на шляху цих жахливих породжень нанотехнології став безробітний вчений Джон Форман, невдаха і батько трьох малолітніх дітей …

## Сюжет
Джек за освітою біолог, займався дослідженням популяцій, спеціальність маловідома та низько оплачувана. Щоб задовольнити свої потреби у дослідженнях, Джек, через нестачу таких необхідних специфічних програм, починає писати власні (лише для себе). Проте в 90-х роках минулого століття популяційні та генетичні алгоритми набувають популярності серед засобів програмування математично складних задач, на які поступають замовлення від крупних фірм. Так Джек з легкістю входить у нову сферу, маючи великі переваги над іншими програмістами.
Довгий час він успішно справлявся зі своєю роботою, але через свою чесність і жагу до справедливості був звільнений із великим скандалом і паршивими рекомендаціями, через що уже шість місяців сидів вдома з дітьми. Чоловіка насторожує поведінка дружини, яка працює в нанотехнологічній компанії. Дружина займає високу посаду й все більше уваги приділяє роботі, вона увесь час знаходиться на випробувальному полігоні, через що навіть не з'являється на ніч. Джека запрошують консультантом на той самий полігон, і, після кількох годин вагань, він погоджується.
На випробувальному полігоні компанії він з'ясовує, що за замовленням військових була спроба розробити нанороботів для безперешкодної відеорозвідки, проте роботи виявились непристосованими до жорстких зовнішніх умов, зокрема вітер, що запросто розвіював цілу групу. Частина з них вирвалася на свободу і поводиться дуже дивно, щодня повертаючись до головного корпусу та починаючи виявляти агресію до живих об'єктів (зокрема фауни пустелі, серед якої збудований комплекс). Виявляється, що зазнавши невдачі в своїх наукових пошуках та фінансуванні Пентагону, компанія наділила нанороботів пам'яттю, відповідно, здатністю до самонавчання та еволюціонування, сонячними батареями, а також скомпілювала в них код «хижак-жертва», написаний Джеком до звільнення. Після цього компанія на чолі з Джулією та Ріккі випустила частину наноагентів «на свободу» в надії на їх самооптимізацію та пристосування до несприятливих умов, щоб відновити фінансування Пентагону.
Але еволюція заходить занадто далеко. Рій вбиває все живе, що є в пустелі, намагається проникнути в корпус компанії, при цьому еволюціонуючи в геометричній прогресії. Усього кілька днів рій еволюціонує до усвідомлюючої себе сутності, що прагне вижити, паразитуючи переважно на людях.
Приборкати рій уже було неможливо, тому Джек та його вірна приятелька і колега Мей, на грані людських можливостей, зрівняли випробувальний полігон компанії «Xymos» із землею.

## Головні персонажі
- Джек Форман –  Колишній керівник групи / менеджер MediaTronics, що працюють над розподіленими багатоагентними системами і передовими комп'ютерними алгоритмами
- Джулія Форман –  дружина Джека, віце-президент компанії Xymos
- Мей Чанг – Польовий біолог в команді Джека
- Рікі Морзе – друг Джека, один з керівників Xymos
- Чарлі – Член команди Джека, який спеціалізується на генетичних алгоритмах
- Девід Брукс – Інженер команди
- Розі Кастро – Спеціаліст в області обробки природної  та технічної мови.
- Рій – Будь-яка з багатьох хижих хмар нано-роботів
- Вінс Рейнольдс – оператор лабораторії Xymos з технічного обслуговування.
- Аманда –  молодша дочка-немовля Джека й Джулії.
- Ніколь –  дочка Джека і Джулії підліткового віку.
- Ерік –  син Джека і Джулії.